# ベルモンテ・メッツァーニョ
ベルモンテ・メッツァーニョ（イタリア語: Belmonte Mezzagno ; シチリア語: Beddumunti Minzagnu）は、イタリア共和国シチリア自治州パレルモ県にある、人口約1万10000人の基礎自治体（コムーネ）。

## 地理

### 位置・広がり
パレルモ県のコムーネ。県都パレルモから南南東へ8kmの距離にある。

#### 隣接コムーネ
隣接するコムーネは以下の通り。
- アルトフォンテ
- ミジルメーリ
- パレルモ
- サンタ・クリスティーナ・ジェーラ